# Ken Kallaste
Ken Kallaste (Tallinn, 31 agosto 1988) è un calciatore estone, difensore o centrocampista del Levadia Tallinn e della nazionale estone.

## Biografia
Anche suo padre Risto è stato un calciatore professionista.

## Carriera

### Club
Ha giocato nella massima serie estone con varie squadre.

### Nazionale
Ha esordito con la nazionale estone l'8 novembre 2012 nell'amichevole Oman-Estonia (1-2).

## Palmarès

### Club

#### Competizioni nazionali
- Campionato estone: 4

Flora Tallinn: 2020, 2022, 2023
Levadia Tallinn: 2024
- Coppa d'Estonia: 2

Flora Tallinn: 2007-2008
Levadia Tallinn: 2023-2024
- Supercoppa d'Estonia: 2

Flora Tallinn: 2020, 2021

#### Competizioni internazionali
- Coppa della Livonia: 1

Flora Tallinn: 2023